# Judy (film)
Pour les articles homonymes, voir Judy.
Pour plus de détails, voir Fiche technique et Distribution.
Judy est un film biographique musical américano-franco-britannique réalisé par Rupert Goold, sorti en 2019. Il s'agit de l'adaptation de la comédie musicale End of the Rainbow de Peter Quilter, inspirée de la vie de l’actrice Judy Garland.
Pour ce biopic, Renée Zellweger a reçu de nombreux prix dont un Golden Globe et un Oscar dans la catégorie meilleure actrice.

## Synopsis
À la fin des années 1960, la star du Magicien d’Oz Judy Garland s’apprête à donner une série de concerts à Londres. Mais sa voix s’est fragilisée au fil du temps et Judy souffre, traumatisée par une vie entièrement consacrée à Hollywood et à sa carrière. Pour remonter la pente financièrement, elle doit à regret laisser ses enfants aux États-Unis chez son ancien mari avec qui elle a des relations tendues. À Londres, elle est sur le fil du rasoir, et son assistante Rosalyn doit gérer son caractère et ses frasques imprévisibles.

## Fiche technique
Sauf indication contraire, les informations mentionnées dans cette section peuvent être confirmées par la base de données cinématographiques IMDb,  présente dans la section « Liens externes ».
- Titre original : Judy
- Réalisation : Rupert Goold
- Scénario : Tom Edge, d'après la comédie musicale End of the Rainbow (en) de Peter Quilter
- Direction artistique : Kave Quinn
- Décors : James Price
- Costumes : Jany Temime
- Photographie : Ole Bratt Birkeland
- Montage : Melanie Oliver
- Musique : Gabriel Yared
- Production : David Livingstone

Coproduction : Jim Spencer
Production déléguéé : Lee Dean, Charles Diamond, Ellis Goodman, Aaron Levene, Cameron McCracken et Andrea Scarso
- Sociétés de production : 20th Century Fox, BBC Films, Calamity Films, Pathé et Roadside Attractions
- Sociétés de distribution : Roadside Attractions / LD Entertainment (États-Unis), Pathé Distribution (France)
- Budget : n/a
- Pays de production :  États-Unis,  Royaume-Uni
- Langue originale : anglais
- Format : couleur
- Genre : drame biographique
- Durée : 118 minutes
- Dates de sortie[2] :
  - États-Unis : 30 août 2019 (Festival du film de Telluride) ; 27 septembre 2019 (sortie nationale)
  - Royaume-Uni : 4 octobre 2019
  - France : 26 février 2020

## Distribution
- Renée Zellweger (VFB : Colette Sodoyez) : Judy Garland[3]
  - Darci Shaw (VFB : Marie Braam) : Judy Garland jeune
- Rufus Sewell (VFB : Bruno Georis) : Sidney Luft
- Michael Gambon (VFB : Robert Dubois) : Bernard Delfont (en)
- Finn Wittrock (VFB : Damien Gillard) : Mickey Deans
- Richard Cordery (VFB : Michel Hinderyckx) : Louis B. Mayer
- Jessie Buckley (VFB : Fanny Dreiss) : Rosalyn Wilder
- Bella Ramsey : Lorna Luft
- Andy Nyman (VFB : Frédéric Meaux) : Dan
- Gaia Weiss : Abbie
- Royce Pierreson (VFB : Sébastien Hébrant) : Burt
- Arthur McBain : Askith
- Phil Dunster (VFB : Maxime Donnay) : Ben
- Daniel Cerqueira (VFB : Vincent Dussaiwoir) : Stan
- John Dagleish : Lonnie Donegan
- Gemma-Leah Devereux : Liza Minnelli
- David Rubin : Noel

## Production
Il s'agit de l’adaptation de la comédie musicale The End of Rainbow de Peter Quilter. Ce dernier est principalement connu pour sa comédie musicale Glorious consacré à la chanteuse Florence Foster Jenkins et qui a inspiré le film du même nom avec Meryl Streep, et pour son adaptation pour la scène du roman Le Fantôme de Canterville d'Oscar Wilde.
Renée Zellweger est annoncée dans le rôle de Judy Garland en octobre 2017. L'actrice Anne Hathaway était envisagée au début du projet pour tenir le rôle titre et Rupert Goold a eu à défendre son choix auprès des producteurs qui n'envisageaient pas Renée Zellweger, bien qu'elle ait déjà tourné un film biographique sorti en 2006 (Miss Potter) et qu'elle ait été nommée aux Oscars pour son rôle dans le film musical Chicago. De plus, le projet s'est fait sans l'accord de l'actrice Liza Minnelli, fille de Judy Garland, qui n'était pas non plus pour le choix de Renée Zellweger dans le rôle de sa mère.
Le tournage débute au début de 2018 à Londres, notamment aux West London Film Studios,.

## Accueil

### Critique
Le site AlloCiné recense 34 titres de presse, pour une moyenne de 3,4⁄5. Le Parisien a été charmé par ce film qu'il qualifie de « biopic déchirant porté par une Renée Zellweger incroyable ».
Pour le magazine Marie Claire, ce long-métrage est également une réussite et « raconte la lente et bouleversante chute de celle qui fût l'inoubliable Dorothy du Magicien d'Oz, incarnée sans fausse note par Renée Zellweger, dans son rôle le plus intense. Jusqu'à nous laisser, comme Judy à la fin de sa vie, presque sans voix ».
Pour LeMagduCiné, le réalisateur est « dépassé par les tics d’un fan-service cliché renforçant le caractère formaté du produit. Goold confine Zellweger dans un espace scénique restreint, ellipse toute la splendeur de la carrière de Garland (pourtant essentielle pour expliquer sa chute), échoue lorsqu'il prétend reconstituer la vertigineuse et fatale ascension d’une enfant-star, et rate son portrait d’actrice dans l’Hollywood de l’âge d’or, impitoyable usine où l’image de la vedette dépend constamment du désir des autres ».

## Distinctions

### Récompenses
- Festival du film de Hollywood 2019 : Actrice de l'année pour Renée Zellweger[14]
- British Independent Film Awards 2019 : Meilleure actrice pour Renée Zellweger
- Golden Globes 2020 : Meilleure actrice dans un film dramatique pour Renée Zellweger
- Screen Actors Guild Awards 2020 : Meilleure actrice pour Renée Zellweger
- British Academy of Film and Television Arts 2020 : Meilleure actrice pour Renée Zellweger
- Oscars 2020 : Meilleure actrice pour Renée Zellweger

### Nominations
- Oscars 2020 : Meilleurs maquillages et coiffures
- British Independent Film Awards 2019 : Meilleurs costumes
- AARP's Movies For Grownups Awards 2020 :
  - Meilleure actrice pour Renée Zellweger
  - Meilleur film de la décennie
- British Academy of Film and Television Arts 2020 :
  - Meilleurs costumes
  - Meilleurs maquillages et coiffures